# Götz Otto
Götz Otto (Dietzenbach, 1967. október 15.–) német film- és televíziós színész.

## Élete és pályafutása
Dietzenbachban született, szülei pékséget üzemeltettek a városban.
Ő játszotta Mr. Stampert, a gonosztevő Elliot Carver asszisztensét az 1997-es A holnap markában című James Bond-filmben. Amikor a szereposztásra hívták, Ottó húsz másodpercet kapott a bemutatkozásra. „Nagy vagyok, rossz vagyok és német vagyok” - mondta a 198 cm magas színész, öt másodperc alatt teljesítve a feladatot.
Kisebb szerepeket játszott olyan epikus náci filmekben is, mint Steven Spielberg 1993-as Schindler listája című rendezése, melyben SS-őrt alakított. Később Otto Günsche SS-Sturmbannführer szerepét kapta meg a 2004-es, a kritikusok által is elismert A bukás – Hitler utolsó napjai című filmben. 2006-ban szerepelt az UFO boncolás című brit filmben.
2012-ben főszerepet játszott az Iron Sky: Támad a Hold című akciófilmben, mint a film elsődleges antagonistája. A holdnáci tiszt Adlert alakított, aki beszivárog az Egyesült Államokba és azt tervezgeti, hogy a holdnáci kolónia Führerévé válik.
Kipróbálta magát alkalmi autóversenyzőként is. 2007-ben Oscherslebenben a német Mini Challenge VIP versenyautóban versenyzett, de az első futamban nyújtott erős teljesítménye után a második futam második kanyarjában megpördült az autóval. A 2008-as hockenheimi Német Nagydíj hétvégéjén újabb lehetőséget kapott a Mini Challenge VIP autóban.

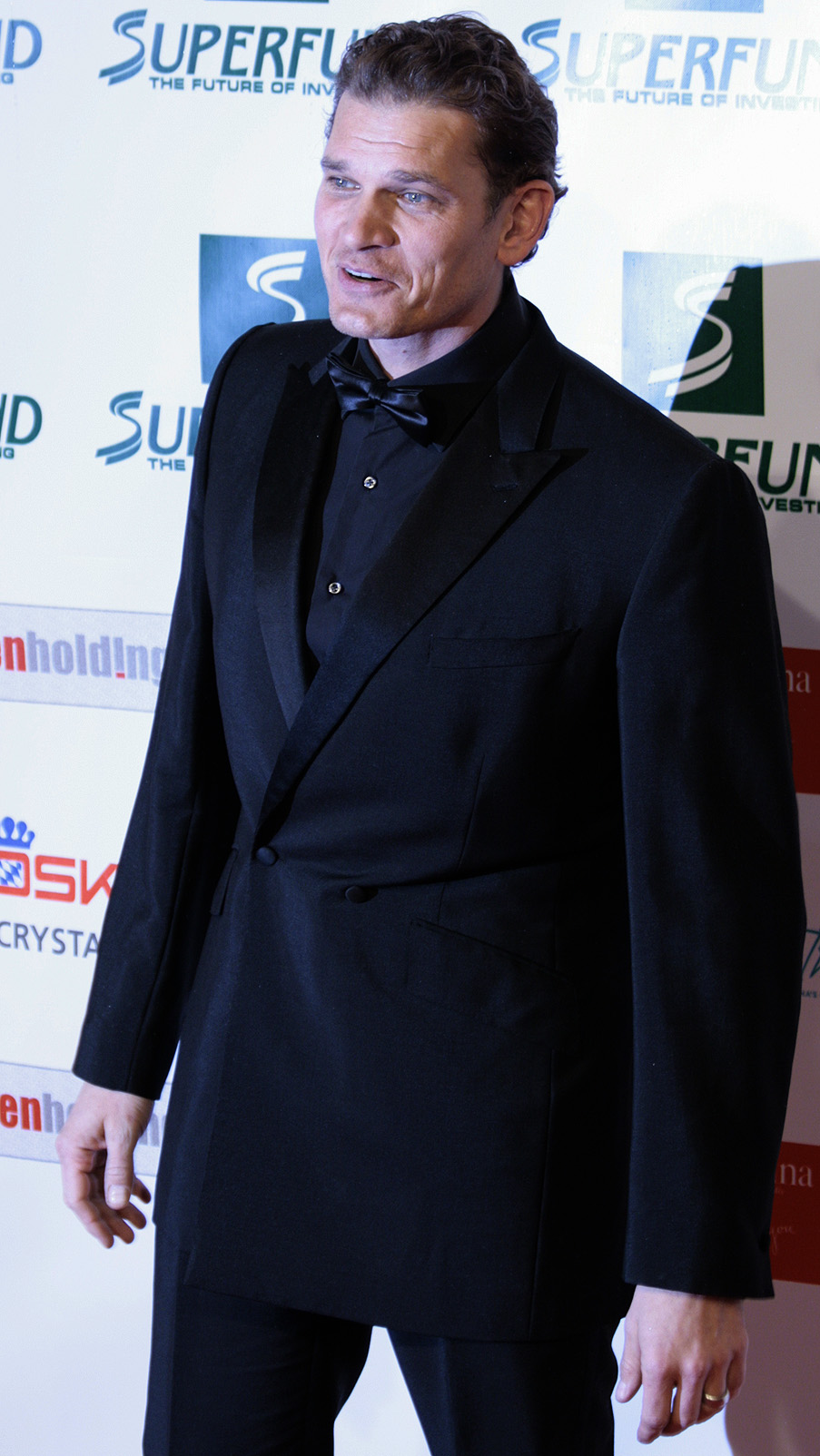
2009-ben

198 cm magas, korábbi filmjeiben gyakran szőkített haja alapján osztottak rá egy szerepet.

## Válogatott filmográfia

### Film
| Év   | Magyar cím                                        | Eredeti cím                                         | Szerep                    | Magyar hang          |
| ---- | ------------------------------------------------- | --------------------------------------------------- | ------------------------- | -------------------- |
| 1992 | Gengszterfiókák                                   | Kleine Haie                                         | Body                      |                      |
| 1993 | Schindler listája                                 | Schindler's List                                    | SS-őr                     |                      |
| 1995 | Csak a holttestemen át                            | Nur über meine Leiche                               | strici                    |                      |
| 1997 | A holnap markában                                 | Tomorrow Never Dies                                 | Mr. Stamper               | Kaszás Attila        |
| 1998 | Álomlány                                          | La niña de tus ojos                                 | Heinrich von Wermelskirch |                      |
| 1999 | Beowulf – A sötétség harcosa                      | Beowulf                                             | Roland                    | Reisenbüchler Sándor |
| 2000 | Vodkabomba                                        | Gunblast Vodka                                      | Abel Rothstein            | Hegedüs Miklós       |
| 2000 |                                                   | Marlene                                             | Gary Cooper               |                      |
| 2001 | Kalandra fel!                                     | High Adventure                                      | Sarkhan                   |                      |
| 2001 | Terror az Orient Expresszen                       | Death, Deceit and Destiny Aboard the Orient Express | Boris                     | Németh Gábor         |
| 2001 | Fagyhatár                                         | Deep Freeze                                         | Schneider                 | Tóth Roland          |
| 2001 | Az elveszett város kalandorai                     | She                                                 | Attila                    |                      |
| 2002 | A sanghaji varázslat                              | El embrujo de Shanghai                              | Omar                      |                      |
| 2002 | Tökös átverés                                     | Ma femme s'appelle Maurice                          | Johnny Zucchini           |                      |
| 2004 | A bukás – Hitler utolsó napjai                    | Der Untergang                                       | Otto Günsche adjutáns     | Faragó András        |
| 2005 | A Bohóc: A bosszú napja                           | Der Clown                                           | Zorbek                    | Welker Gábor         |
| 2006 | UFO boncolás                                      | Alien Autopsy                                       | László Vörös              | Végh Péter           |
| 2012 | Iron Sky: Támad a Hold                            | Iron Sky                                            | Klaus Adler               | Haagen Imre          |
| 2012 | Felhőatlasz                                       | Cloud Atlas                                         | Withers                   | Papp Dániel          |
| 2012 | Asterix és Obelix: Isten óvja Britanniát          | Astérix & Obélix: Au service de sa Majesté          | Fonográf                  | Törköly Levente      |
| 2013 | Én, én és az anyám                                | Les garçons et Guillaume, à table!                  | Raymund                   |                      |
| 2014 | Szerelmes nővérek                                 | Die geliebten Schwestern                            | Goethe                    |                      |
| 2015 | Jöttünk, láttunk, visszamennénk 3. – A forradalom | Les Visiteurs: La Révolution                        | Wurtz ezredes             |                      |

## Fordítás
- Ez a szócikk részben vagy egészben  a   Götz Otto című angol Wikipédia-szócikk fordításán alapul.  Az eredeti cikk szerkesztőit annak laptörténete sorolja fel. Ez a jelzés csupán a megfogalmazás eredetét és a szerzői jogokat jelzi, nem szolgál a cikkben szereplő információk forrásmegjelöléseként.